# 寄生獸：灰色部隊
《寄生獸：灰色部隊》，為Netflix於2024年4月5日上線的韓國驚悚劇集，改編自日本漫畫家岩明均的漫畫作品《寄生獸》，由《屍速列車》、《屍速列車：感染半島》、《地獄公使》的延尚昊導演執導，並與柳勇在編劇共同執筆。

## 演員陣容

### 主要人物
| 演員   | 角色       | 介紹 |
| 全少妮 | 鄭秀仁     | 孤苦伶仃的年輕女性，從小被母親遺棄、受父親家暴而求助警察。認為自己的存在只有不幸，受多人背叛的她卻依然想相信人。在一次致命的意外中被寄生獸「海蒂」寄生，但由於傷勢過重導致入侵大腦失敗，與寄生獸開始共生生活。                                       |
| 全少妮 | 海德／海蒂 | 與秀仁共生的寄生獸，名自《化身博士》的海德先生，為了存活下去而保護秀仁的性命，因為無法像其他寄生獸一樣可以任意更換宿主，因此為了活下去而成為最強寄生獸的存在。雖然無法理解秀仁的決定，但最終透過強祐理解秀仁的生存方式，也決定以秀仁為榜樣而活下去。 |
| 具教煥 | 薛強祐     | 投靠幫派苟活的小流氓，因為老大的指使刺殺敵對幫派失敗而被追殺，為了逃命返回故鄉，卻得知疼愛的妹妹失蹤、姊姊也被寄生。為了尋找失蹤的妹妹而開始調查寄生獸，是最先知道寄生獸存在的關鍵人物，後與秀仁成為夥伴。                                           |
| 李貞賢 | 崔俊京     | 專門消滅寄生獸的「灰色部隊」組長，原是赫赫有名的犯罪側寫專家，然而親眼目睹丈夫遭寄生而喪命後，誓言要消滅世上的寄生獸。 |

### 其他人物
| 演員            | 角色   | 介紹 |
| 權海驍          | 金哲民 | 刑警，秀仁唯一信任的人，多年前曾負責十歲的秀仁通報的家暴案件，多次給予秀仁安慰與鼓勵，像是父親般的存在。無論如何都不會放棄拯救秀仁，後來為了拯救被抓捕的秀仁而尋求強祐協助。 |
| 金吝勸          | 姜元石 | 刑警，哲民最信任的刑警夥伴，卻也以奴僕方式過活的警察，有家室的他偶然靠新進教會得知寄生獸的存在，貪圖金錢和權力而選擇與寄生獸共謀，擔任臥底於南一警察局中通風報信的背叛者。   |
| 尹賢吉 (韓語：윤현길) | 薛慶熙 | 薛強祐罹患腦瘤的姊姊，加入新進教會的緣故而遭到寄生，在團體中有很高的地位。                                                                                                   |
| 文珠妍          | 薛珍熙 | 薛強祐的妹妹，經營店鋪養家，因為姊姊被寄生的關係而不幸淪為犧牲者。 |
| 李玄均          | 權赫柱 | 新進教會的牧師，被具有首領意識的寄生獸所寄生，擔任團體的總頭目，同時也能以分裂的方式任意更換宿主。                                                                           |
| 洪義俊 (韓語：홍의준) |        | 崔俊京的丈夫，幾個月前在超市門口被寄生，由崔俊京親手控制後變成追蹤同類的「獵犬」。                                                                                           |
| 吳致雲 (韓語：오치운) |        | 翅膀寄生生物，最先發現鄭秀仁的存在。 |
| 李世浩          |        | 灰色部隊成員。 |
| 趙東仁          |        | 演唱會上被寄生的人類。 |
| 陳庸旭 (韓語：진용욱) | 李景天 | 刺殺鄭秀仁未遂的不良分子。 |
| 劉墉 (韓語：유용)   | 基石   | 薛強祐的好朋友。 |
| 都容九          | 市長   | 南川市長。 |

### 特別出演
| 演員     | 角色   | 介紹                                                                                       |
| 菅田將暉 | 泉新一 | 原作主角。本是一名普通的高中生，被寄生生物——米奇吞噬並取代原本的右手後，與牠展開共存生活。 |

## 奖项荣誉
| 年份   | 颁奖礼                 | 奖项                    | 入围者               | 结果 | 参考  |
| ------ | ---------------------- | ----------------------- | -------------------- | ---- | ----- |
| 2024年 | 第28届富川國際奇幻影展 | 系列节目电影奖          | 《寄生兽：灰色部队》 | 獲獎 | [ 4 ] |
| 2024年 | 第3屆青龍系列大獎      | 電視劇部門 新人女演員獎 | 全少妮               | 提名 |       |
| 2024年 | 2024亚洲内容大奖       | 最佳新人女演员          | 全少妮               | 提名 |       |
| 2024年 | 2024亚洲内容大奖       | 最佳视觉效果            | Dexter Studios       | 獲獎 |       |
| 2025年 | 第23届导演选择奖       | 最佳导演                | 延尚昊               | 提名 | [ 5 ] |
| 2025年 | 第23届导演选择奖       | 最佳女演员              | 全少妮               | 提名 | [ 5 ] |

## 外部連結
- 在Netflix上觀看《寄生獸：灰色部隊》
- Daum上《寄生獸：灰色部隊》的資料
- 互联网电影数据库（IMDb）上《寄生獸：灰色部隊》的资料（英文）